# Perfect Dark (série)
Perfect Dark é uma série de jogo eletrônico de ficção científica criada pela Rare e de propriedade da Xbox Game Studios. Ela estreou em 2000 com o lançamento do jogo de tiro em primeira pessoa para Nintendo 64 Perfect Dark. A série segue Joanna Dark, uma agente da agência Carrington Institute, enquanto ela descobre conspirações da empresa rival dataDyne. Além dos jogos eletrônicos, a série se expandiu para romances e quadrinhos. Esses suplementos aos jogos eletrônicos resultaram em um desenvolvimento significativo do universo ficcional da série.

## Mídia

### Jogos eletrônicos
A série Perfect Dark estreou em 2000 com o jogo de tiro em primeira pessoa para Nintendo 64 Perfect Dark. Situado em 2023, o jogo segue Joanna Dark, uma agente da agência Carrington Institute, enquanto ela tenta impedir uma conspiração da empresa rival dataDyne, que envolve vida extraterrestre e tecnologia. Possui um modo de um jogador, onde o jogador deve completar uma série de missões sob certas configurações de dificuldade e uma gama de opções multijogador. Um jogo diferente, também intitulado Perfect Dark, foi lançado para o Game Boy Color logo depois. Se passa em 2022 e se concentra nas tentativas de Dark de provar a si mesma como uma agente do Carrington Institute.
Um segundo jogo de tiro em primeira pessoa, Perfect Dark Zero, foi lançado para o Xbox 360 em 2005. Ambientado em 2020, o jogo segue Dark como uma caçadora de recompensas,  trabalhando com seu pai; e um hacker de computador, antes de entrar para o Carrington Institute, em um esforço para impedir que dataDyne tomasse posse de um artefato que dota indivíduos com poderes sobre-humanos. Além de um modo para um jogador, o jogo apresenta um modo cooperativo online e um modo multijogador competitivo. Uma remasterização do jogo de Nintendo 64, também intitulada Perfect Dark, foi lançada para o Xbox 360 em 2010. Ela apresenta gráficos aprimorados e oferece suporte a jogos online.
Um reboot com foco em Eco Sci-Fi, também intitulado Perfect Dark, será lançado para plataformas Xbox.

### Outras mídias

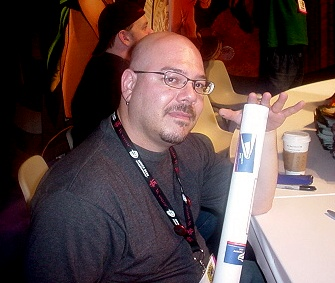
Greg Rucka (retratado em 2004) escreveu dois romances Perfect Dark.

Além dos jogos eletrônicos, a série se expandiu para outras mídias, incluindo romances e quadrinhos. Esses suplementos aos jogos eletrônicos resultaram em um desenvolvimento significativo do universo ficcional da série. Em 2000, dois quadrinhos escritos por Stuart Taylor, assinados por Dave Roberts e coloridos por Alwyn Talbot, foram incluídos no Guia Oficial do Jogador do jogo de Nintendo 64 da Nintendo Power. A primeira história em quadrinhos, Graduation Day, ocorre antes dos eventos do jogo de Nintendo 64 e cobre parcialmente a história do jogo de Game Boy Color. A segunda história em quadrinhos, Hunting Season, se passa um ano após os eventos do jogo de Nintendo 64 e segue Dark enquanto ela aprende o programa secreto de clonagem humana da dataDyne para criar replicantes de líderes mundiais. Em 2001, a Fireworks Entertainment adquiriu os direitos para produzir uma série de TV e um filme, mas os dois projetos nunca se concretizaram.
Um conjunto de romances publicados pela Tor Books e uma série de quadrinhos publicada pela Prima Games foram lançados para complementar o Perfect Dark Zero. O primeiro romance, Initial Vector, foi escrito por Greg Rucka e lançado em 2005. É ambientado seis meses após os eventos do jogo; e retrata Dark como uma ex-caçadora de recompensas atraída à batalha do Instituto Carrington com a dataDyne, através de sua própria vingança contra as grandes corporações. Como Rucka não pôde jogar Perfect Dark Zero enquanto escrevia Initial Vector, o romance é independente e não revela muito da história do jogo. O romance também desenvolve a personagem Cassandra De Vries do jogo de Nintendo 64 em um grau maior. De acordo com Rucka: "Se você jogou o primeiro jogo, vai ganhar um grande presente, porque muitas coisas que acontecem em Perfect Dark, nós definimos no romance".
A série de quadrinhos Janus 'Tears foi escrita por Eric Trautmann e ilustrada pelo Cold FuZion Studios. Foi lançada em seis edições mensais de agosto de 2006 a janeiro de 2007; e gira em torno das tentativas de Dark de desmascarar um informante no escritório do Instituto Carrington em Los Angeles. Trautmann também escreveu um livreto em quadrinhos incluído na Edição Limitada de Colecionador de Perfect Dark Zero, intitulado Hong Kong Sunrise, que define o cenário para o jogo. Tanto Rucka quanto Trautmann trabalharam juntos para manter a linha do tempo de Perfect Dark consistente. Um segundo romance, Second Front, também foi escrito por Rucka e lançado em 2007. Segue Dark enquanto ela tenta parar um grupo clandestino de hackers responsáveis por alguns acidentes graves, que permitiram que a dataDyne assumisse o controle das corporações envolvidas.

## História de desenvolvimento
| 2000 | Perfect Dark (N64)    |
| 2000 | Perfect Dark (GBC)    |
| 2001 |                       |
| 2002 |                       |
| 2003 |                       |
| 2004 |                       |
| 2005 | Perfect Dark Zero     |
| 2006 |                       |
| 2007 |                       |
| 2008 |                       |
| 2009 |                       |
| 2010 | Perfect Dark (X360)   |
| 2011 |                       |
| 2012 |                       |
| 2013 |                       |
| 2014 |                       |
| 2015 |                       |
| 2016 |                       |
| 2017 |                       |
| 2018 |                       |
| 2019 |                       |
| 2020 |                       |
| 2021 |                       |
| 2022 |                       |
| 2023 |                       |
| 2024 |                       |
| ASA  | Perfect Dark (reboot) |

A série Perfect Dark foi criada pela Rare quando a empresa ainda era uma desenvolvedora second-party para a Nintendo. O jogo original, que foi lançado para o Nintendo 64 em 2000, é considerado um sucessor espiritual do jogo de tiro em primeira pessoa GoldenEye 007 da Rare. Foi acompanhado por um jogo portátil para o Game Boy Color, lançado logo depois. Ambos os jogos apresentam um modo de compatibilidade que permite que certas opções de jogabilidade dentro do jogo do Nintendo 64 sejam alternativamente desbloqueadas através de um Transfer Pak. Um jogo "irmão" do título para o Nintendo 64, intitulado Velvet Dark, foi inicialmente planejado para ser desenvolvido para o Nintendo 64 ou para o GameCube no final de 2000, mas o projeto acabou sendo abandonado. O nome "Velvet Dark" faz referência à suposta irmã de Dark, que é a personagem que os jogadores assumem no modo cooperativo do jogo.
Depois que a Rare foi comprada pela Microsoft em 2002, a empresa lançou um prequel, Perfect Dark Zero, como um título de lançamento para o Xbox 360 em 2005. O trabalho em uma sequência em duas partes do jogo de Nintendo 64 começou em 2006. Uma equipe liderada por Chris Seavor, que dirigiu Conker's Bad Fur Day, foi responsável pelo projeto. Em contraste com temas míticos de Perfect Dark Zero, a sequência apresentaria um tom mais sério e ficção científica. A primeira parte, intitulada Perfect Dark Core, seguiria Dark viajando ao redor do mundo e visitando lugares como Cairo e Rússia, antes de pousar na maior lua de Saturno, Titan, onde a Rússia tinha descoberto uma antiga civilização abaixo de sua superfície gelada. Personagens do jogo original, como Elvis e Mr. Blonde, voltariam. A segunda parte, intitulada Perfect Dark Vengeance, seguiria a história de Core.
Apesar de Core e Vengeance formarem uma história abrangente, cada parte seria um jogo independente e completo, com seu próprio modo multijogador. Depois que o Core fosse lançado, a Rare esperava usar a mesma tecnologia para acelerar o desenvolvimento do Vengeance. Seavor mencionou Deus Ex como uma inspiração, afirmando que Core "não era tão restrito quanto algo como Call Duty [sic], onde é tipo, andar, cutscene, andar, cutscene. Definitivamente seria, você poderia ir aqui e fazer isso aqui, ou você poderia ir aqui e fazer isso aqui. E então haveria um gargalo para algo que o levaria para a próxima parte". O jogo apresentaria várias mecânicas de parkour, incluindo pular de paredes; e seria jogado inteiramente de uma perspectiva de primeira pessoa. O jogo ficou em pré-produção por quase um ano. Foi cancelado em 2007 porque a Microsoft sentiu que Perfect Dark Zero não vendeu bem o suficiente, levando-os a priorizar outras séries de ficção científica, como Halo e Gears of War.
Em 2010, uma remasterização do jogo de Nintendo 64 foi lançada para o Xbox 360 por meio do seu serviço de download Xbox Live Arcade. A remasterização foi desenvolvida pela 4J Studios, uma empresa que já havia lidado com os portes de Xbox 360 dos jogos de plataforma Banjo-Kazooie e Banjo-Tooie da Rare. Em 2013, a Rare considerou a possibilidade de desenvolver um jogo Perfect Dark que usaria o sensor Kinect. Mais tarde, em 2015, o diretor criativo da Microsoft Studios, Ken Lobb, disse que não havia abandonado a série Perfect Dark e que um novo jogo seria desenvolvido, embora não necessariamente como um jogo de tiro em primeira pessoa. Tanto Perfect Dark Zero quanto a remasterização foram incluídos na compilação Rare Replay, lançada para o Xbox One em 2015.
Em 2018, surgiu um boato indicando que a desenvolvedora de Gears of War 4, The Coalition, foi encarregada de desenvolver um novo jogo Perfect Dark. Em abril de 2020, revelações sobre o projeto de um estúdio recém-fundado da Microsoft, chamado The Initiative, sugeriram que um novo jogo Perfect Dark poderia estar em desenvolvimento. O projeto estaria sendo executado na Unreal Engine 4 e apresentaria "várias armas, dispositivos e um sistema de vigilância por câmera". Um novo jogo Perfect Dark foi anunciado oficialmente no The Game Awards em dezembro de 2020. Também foi confirmado que o jogo está sendo desenvolvido pela The Initiative.